# Paradelia ignotaeformis
Paradelia ignotaeformis is een vliegensoort uit de familie van de bloemvliegen (Anthomyiidae). De wetenschappelijke naam van de soort is voor het eerst geldig gepubliceerd in 1911 door Schnabl in Schnabl & Dziedzicki.